# Гитлер, Хит
Исидор Хит Гитлер (англ. Isidore Heath Hitler род. 1973; также Нацистский Папа) — американский сторонник превосходства белой расы и самопровозглашенный неонацист, который привлёк внимание национальных СМИ в декабре 2008 года после того, как ShopRite в Гринвич-Тауншипе, штат Нью-Джерси, отказался испечь торт в честь третьего дня рождения его сына Адольфа Гитлера. Walmart в Назарете, штат Пенсильвания, позже испёк и надписал торт. Гитлер был показан в документальном фильме «Знакомьтесь, Гитлеры». Он также является основателем и лидером пронацистской группы «Орден Гитлера».

## Споры об именах детей
Рэйчел Мэддоу высказала мнение, что иронично, что Walmart испечёт торт с надписью «С днём рождения, Адольф Гитлер», но не будет продавать альбомы Dixie Chicks из-за нецензурных текстов песен. Судебный психолог Н.Г. Берилл заявил: «Наказывать ребенка таким именем невероятно оскорбительно и недальновидно». Похожие чувства выразил один из комментаторов на The David Pakman Show.

## Внешность и привычки
У Гитлера есть несколько татуировок, связанных с нацистской тематикой, и усы щёточкой, напоминающие нацистского диктатора Адольфа Гитлера. В молодости он носил длинные каштановые волосы, но теперь носит короткую стрижку андеркат, типичную для нацистской Германии во время Второй мировой войны. Татуировка свастики на его шее подверглась критике в The Young Turks как плохо нарисованная татуировщиком. Однако шоу завершилось голосованием 2–1 за то, что дети Гитлера должны быть возвращены ему, а Cenk Uygur утверждал: «Вам должно быть разрешено быть нацистом, неонацистом, кем угодно, согласно первой поправке. Теперь, если мы скажем: «Эй, вам разрешено это делать, но мы заберём ваших детей», я бы сказал, что это, как минимум, очень интересное дело о Первой поправке». Когда Гитлера спросили о его татуировках, он указал, что у него также есть татуировка инь и янь и что нацисты были не единственными, кто использовал свастику в качестве символа.
Гитлер начал носить нацистскую форму в июне 2012 года, когда он основал Орден Гитлера. Его домовладелец описал семью как чистую и неразрушительную.

## Отношения и дети
У Гитлера было девять детей от пяти женщин. Одной из его жён была Кэти Боулби, которая утверждала, что Гитлер неоднократно избивал её и хотел назвать своего первенца Люцифер, пока она не убедила его назвать его Хит.
Третьей женой Гитлера была Дебора Кэмпбелл (урождённая Дебора Линн Макколлум). Согласно свидетельству о рождении, Адольф Гитлер родился у них в 6:20 утра 14 декабря 2005 в медицинском центре Хантердона в Тауншип Раритан, Нью-Джерси. Их другие дети — ДжойсЛинн Арьян Нэйшн, Хонслинн Хинлер Джинни и Генрих Хонс. Последний был отобран у них службой защиты детей через несколько часов после рождения.
У Гитлера также был ребёнок, Ева Линн Патрисия Браун, от подруги Бетани Роуз Зито (также известной как Бетани Уайт), которая позже стала его невестой, когда ей было 22 года. Гитлер и Зито оба пришли на слушание по опеке в нацистских регалиях.
На основании анонимных сообщений о насилии, все дети Гитлера были отобраны отделом по делам молодежи и семьи в Нью-Джерси и помещены в приемные семьи. Однако он заявил, что продолжит заводить детей, пока правительство продолжает их отбирать. Согласно статье lehighvalleylive:
Зито, Дебора Кэмпбелл и Гитлер живут в одном доме в Холланд Тауншип, сказал Хит, который попал в заголовки международных новостей в 2008 году после того, как узнал, что назвал своих детей в честь нацистских деятелей.
Хит Гитлер сказал, что он не разведён с Деборой Кэмпбелл и живет с ней и своей девушкой.
«Они как сёстры», — сказал он сегодня. «Они ссорятся. Мирятся. Ссорятся. Мирятся. Так все и происходит. Это семейное дело».
Хит Гитлер сказал, что не участвовал в споре в понедельник и не знал, в чем дело.

«Они оба поссорились. Они спорили. Я ушёл из дома», — сказал он. «Дебора пошла своим путём».
По состоянию на июнь 2012 года Гитлер и Дебора были разведены. В статье ABC News говорится:
Сосед передал рукописную записку, подписанную Деборой Кэмпбелл, которая бросила 10-й класс, в которой она обвиняла своего мужа в попытке убить её и выражала опасения за безопасность своих детей. В записке, изобилующей орфографическими ошибками, говорилось: «Он хотел убить меня или убить меня сам, он уже пытался это сделать несколько раз. Я боюсь уходить, потому что меня убьют. Я боюсь, что он может навредить моим детям, если они останутся на его попечении. Он уже ударил меня отвёрткой в руку. Он учит моего сына, как убить кого-то в возрасте 3 лет». На вопрос о письме во время судебного разбирательства по делу об опеке Дебора Кэмпбелл призналась, что написала его, но дала показания, что все это ложь. Она описала своего мужа как «идеального парня».
Согласно этой статье, «Одна из его бывших жён имеет запретительный судебный приказ против него и переехала на базу ВВС к семье во Флориде, чтобы быть подальше и в безопасности от него, говорится в судебных документах.

## Правовой стасус
На судебном заседании 3 июня 2013 года он появился в нацистской форме и сказал: «Если они хорошие судьи и хорошие люди, они будут смотреть внутрь себя, а не на то, что снаружи».
Хит был арестован 10 марта 2016 в Шиппенсбурге, Пенсильвания и вынесли решение о заключении под стражу вместо внесения залога в размере 10 000 долларов. Он признал себя виновным в Высшем суде в воспрепятствовании правосудию и сопротивлении аресту. Он был приговорён к 180 дням тюремного заключения и двум годам испытательного срока. Обвинения вытекали из заявления Зито о домашнем насилии, от которого она позже отказалась.
В частности, Зито заявила, что травмы ей нанес не Хит, как она изначально утверждала. Она сказала, что он ушёл после ссоры, и она разозлилась на него, поэтому пошла работать в сарай. Там она швыряла вещи, и на неё упала полка, удерживаемая несколькими гвоздями, порезав ей лицо. Она сказала, что утверждала, что Гитлер нанёс ей травму в отместку за то, что он бросил её ради другой женщины. Другой рассказ Зито заключался в том, что она столкнулась с Деборой: «Технически, когда она меня ударила, это была моя вина. Я тот, кто соскользнул с лестницы и налетёл на её локоть. Мы оба были на лестнице».
Прокуроры действовали без сотрудничества со стороны Зито и обвинили Гитлера в нападении при отягчающих обстоятельствах. Он был экстрадирован в Нью-Джерси после того, как попал в список самых разыскиваемых беглецов. Хотя в более ранних новостях говорилось, что он не умеет читать, в августе 2016 он заявил, что написал «Mein Kampf» «III» и «IV», находясь в тюрьме, и объявил о своем намерении опубликовать новые тома после того, как закончит работу над ними.